# Hippa ovalis
Hippa ovalis is een tienpotigensoort uit de familie van de Hippidae. De wetenschappelijke naam van de soort werd in 1862 voor het eerst geldig gepubliceerd door Alphonse Milne-Edwards.